# Keimergel
Keimergel is keileem dat vermengd is met kalk. Keimergel is een mengsel van grind, zand, leem en kalk. Keimergel is in Nederland en België afgezet in het Saale-glaciaal. Wanneer keimergel verweert wordt het keileem. De grondsoort komt in Nederland voornamelijk voor in Limburg.  
Fluviatiel of marien: grind · zand · zavel · leem · klei    
Kalkhoudend: kalk · mergel · moeraskalk

Eolisch: zandlöss · löss    
Glaciaal: keimergel · keileem    
Organogeen: hoogveen · laagveen
Korrelgrootte: lutum (< 2 µm) · silt (2–63 µm) · zand (63 µm–2 mm) · grind (2–63 mm) · stenen (63–200 mm) · keien (200–630 mm) · blokken (> 630 mm)